# Luminous Arc 2
Luminous Arc 2 (ルミナスアーク2 ウィル, Ruminasu Āku Tsū Wiru, Luminous Arc 2: Will) (ルミナスアーク2 ウィル, Ruminasu Āku Tsū Wiru?, Luminous Arc 2: Will) é o segundo jogo na série Luminous Arc de RPGs de estratégia. 

## Jogabilidade
Luminous Arc 2 é um RPG de estratégia, no qual os personagens se movem através de uma grade isométrica. Cada personagem pode ser equipado com armas, armaduras, itens mágicos e pedras preciosas "Lapis". Personagens podem aprender habilidades especiais subindo de nível e são capazes de usar um ataque especial, Flash Drive, para atacar inimigos. Quando os pontos de vida de um personagem chegarem a zero, eles são removidos da batalha, mas podem ser revividos.

## História
No Reino de Carnava, em uma era na qual a magia suporta a vida cotidiana e a própria civilização, a paz é mantida pelos cavaleiros da rainha e a Rev Magic Association. Dezesseis anos antes da história do jogo começa, monstros chamado de Beast Fiends começam a aparecer, destruindo tudo em seu caminho. Mattias, líder da Magic Association, usa a Demon Blade para tentar selar a origem dos demônios, mas é selado pelas bruxas elementares. No momento presente do jogo, novas Beast Fiends foram aparecendo, e o governo sobrecarrega suas forças tentando proteger o reino inteiro. Enquanto isso, Fatima—uma bruxa poderosa da Associação com o controle da rara Shadow Frost Magic—se rebela e inicia um conflito com a Associação, causando mais problemas para o Reino.
Na tentativa de resolver a crise, o reino começa clandestinamente um projeto de pesquisa cujo objetivo é produzir  uma maneira mais fácil de usar magia. A história começa quando o reino acabou de concluir, com êxito, o projeto de uma ferramenta conhecida como a "Rúnico Motor". Roland, um cavaleiro em treinamento, é acidentalmente imbuído com este novo poder, e luta com as Beast Fiends, Mestre Mattias e a Fatima. No decurso do jogo, ele descobre que a Rev Magic Association tinha escondido a conversão de Mattias para o mal. No entanto, ele não percebe que Mattias fez isso para tentar salvar o mundo, ao invés de destruí-lo. Mais tarde, ele descobre que Bharva, o rei dos Beast Fiends estava manipulando os eventos, e junta-se a Fatima, para evitar que a Mage Queen Elicia, criadora das Beast Fiends, de dominar o mundo com eles.
O jogador tem a opção de ter um relacionamento romântico com Fatima ou Althea, e partes do fim de jogo da história, incluindo a final, mudam dependendo das escolhas em diálogos pré-batalha. 

## Produção e lançamento
O jogo foi destacado no estande da Marvelous Entertainment Inc. no Tokyo Game Show 2007. Ele foi lançado no Japão em 15 de maio de 2008 e na América do Norte em 18 de novembro de 2008.
Como no jogo anterior, o famoso designer de som Yasunori Mitsuda e seu estúdio trataram de todo áudio, mixagem e masterização. No entanto, ao contrário da última vez, Mitsuda não compôs para o jogo. Em vez disso, compositores Yoko Shimomura, Akari Kaida, Yoshino Aoki, e Shunsuke Tsuchiya escreveram a trilha sonora, enquanto Mitsuda atuou como produtor de som.
O jogo inclui um bônus CD de música. Aqueles que compraram o jogo em varejistas seletos receberam um livro de arte chamado "Luminous Art", que oferece conteúdo de Luminous Arc e Luminous Arc 2.
Um mangá baseado na história do Luminous Arc 2 começou a serialização em 2008.

## Recepção
A Famitsu deu à Luminous Arc 2 28/40.
O jogo vendeu 41.000 cópias no Japão, em sua primeira semana de lançamento. Para o lançamento nos estados unidos, o Metacritic deu a nota 75% a partir de 11 comentários. IGN e Destructoid deram ao jogo uma pontuação de 80%, elogiando tanto o humor quanto os personagens.[carece de fontes?]
1UP's deu ao jogo um B-. O review da 1UP lamentou a falta de inovação no modo de vários jogadores comparado ao jogo anterior, mas o avaliador gostou da maioria das outras atualizações para o jogo em relação à versão anterior.[carece de fontes?]